# John Edward Holloway
John Edward Holloway (* 4. Juli 1890 in Hopetown Pixley Ka Seme; † 27. Oktober 1979) war ein südafrikanischer Botschafter und Golfspieler.
Holloway machte seinen Bachelor an der Universität Kapstadt, studierte danach Betriebswirtschaft an der Universität London. Er heiratete 1913 Christina Purchase, ihre Kinder sind Hester Margaret, Leonie und John Edward.

## Schriften (Auswahl)
- The problems of race relations in South Africa. Union of South Africa Government Information Office, New York 1955.
- Apartheid een uitdaging, een oplossing? Melle, Meyers & Trefois, 1965.
  - Apartheid: un problème, une solution. Ed. Genin, Paris 1965.